# Yakovlevsky (huyện của Belgorod)
Huyện Yakovlevsky (tiếng Nga: ? райо́н) là một huyện hành chính tự quản (raion), của Tỉnh Belgorod, Nga. Huyện có diện tích 1089 kilômét vuông, dân số thời điểm ngày 1 tháng 1 năm 2000 là 49600 người. Trung tâm của huyện đóng ở Stroytel'.